# Trophées francophones du cinéma
Les Trophées francophones du cinéma étaient une récompense de cinéma décernée par la l'association des Trophées francophones du cinéma (ou ATFCiné) entre 2013 et 2021. La vocation de la récompense était de soutenir le rayonnement du cinéma dans les pays de la francophonie. 

## Règlement
Les Trophées francophones du cinéma avaient pour objectif une « mise en valeur de la production cinématographique des pays de la francophonie » et ce lors « d'une manifestation annuelle clôturée par une remise de prix distinguant les cinéastes, les comédien·ne·s, les technicien·ne·s et les films les plus remarquables de l'année écoulée ». Ils étaient organisés par l'association des Trophées francophones du cinéma (ATFCiné), dont le siège est à Namur, en Belgique. La mission de l'association visait à encourager la diversité de création cinématographique au sein des pays francophones et à développer un public pour ces cinémas, en accompagnant et valorisant les acteurs de ce secteur. 
Au total, des prix ont été distribués dans neuf catégories:
1. Trophée francophone de l'interprétation féminine ;
2. Trophée francophone de l'interprétation masculine ;
3. Trophée francophone du second rôle féminin ;
4. Trophée francophone du second rôle masculin ;
5. Trophée francophone du scénario ;
6. Trophée francophone de la réalisation ;
7. Trophée francophone du court métrage ;
8. Trophée francophone du long métrage documentaire ;
9. Trophée francophone du long métrage de fiction.

Il y avait cinq nominations dans chaque catégorie.
Les pays membres de l'Organisation internationale de la francophonie (OIF) ont soumis des films. Chaque pays pouvait présenter un maximum de cinq longs métrages (dont un maximum de deux documentaires) et un maximum de trois courts métrages. Tout d'abord, un comité a sélectionné les candidats, puis un jury composé de candidats a sélectionné les films nommés et, lors d'un deuxième tour, un autre jury composé de nommés a déterminé les gagnants.
Pour être éligible, un film devait avoir été projeté à un public de salle de cinéma ou lors d'un festival de cinéma, au moins la moitié des dialogues doivent être en français ou dans une autre langue officielle des pays membres de l'OIF, et le film devait avoir été produit par une société de production basée dans l'un des pays membres de la Francophonie.
La cérémonie de remise des prix a été retransmise par TV5 Monde.

## Éditions
- 2013 :  Sénégal, Dakar (1ère édition)
- 2014 :  France, Paris (2e édition)
- 2015 :  Côte d'Ivoire, Abidjan (3ème édition)
- 2016 :  Liban, Beyrouth (4e édition)
- 2017 :  Cameroun, Yaoundé (5ème édition)
- 2018 :  Sénégal, Saint-Louis (6e édition)
- 2020 :  Rwanda, Kigali (Édition rétrospective)
- 2021 :  Rwanda, Kigali (7ème édition)